# Hot Dance/Electronic Songs
La Dance/Electronic Songs è la classifica dei singoli di genere dance/elettronica più venduti negli Stati Uniti, pubblicata settimanalmente da Billboard. La classifica è stata introdotta su Billboard.com il 17 gennaio 2013. La classifica è composta da 50 posizioni.
Il primo singolo a raggiungere la prima posizione è stato Scream & Shout di will.i.am e Britney Spears, mentre quello rimasto più a lungo alla prima posizione è Harlem Shake di Baauer (8 settimane).